# آگوستوس دمورگان
آگوستوس دمورگان (‎/dɪ ˈmɔːrɡən/‎; ۲۷ ژوئن۱۸۰۶ – ۱۸ مارس ۱۸۷۱) (به انگلیسی: Augustus De Morgan) یک ریاضی‌دان و منطق‌دان بریتانیایی بود. او قوانین دمورگان را فرموله کرده و اصطلاح استقرای ریاضی را معرفی کرد، که به وسیلۀ آن، ایده‌اش را دقیق ارائه نمود.

## کار ریاضی
دمورگان نویسنده‌ای درخشان و شوخ‌طبع بود؛ چه به عنوان شخصیتی جنجالی، چه به عنوان یک نویسنده. در زمان او، دو سِر ویلیام همیلتون ظهور کردند که اغلب با هم خَلط می‌شوند. یکی سر ویلیام همیلتون، بارون نهم (که عنوان خود را به ارث برده بود)، یک اسکاتلندی و استاد منطق و متافیزیک در دانشگاه ادینبرو؛ دیگری یک شوالیه (که موفق به کسب این عنوان شد)، یک ایرلندی استاد در نجوم در دانشگاه دوبلین. بارون، در منطق و به خصوص دکترین سوری کردن محمول‌ها مشارکت نمود؛ شوالیه، که نام کاملش ویلیام روآن همیلتون بود، در ریاضیات و به ویژه جبر هندسی مشارکت نمود و برای نخستین بار، چهارگان (به انگلیسی: Quaternion) را توصیف نمود. دمورگان به هردو علاقه‌مند بود و در این کار از هر دو با هر دو مکاتبه نمود؛ اما مکاتبات با اسکاتلندی طی منازعات عمومی به پایان رسید، در حالی که مکاتبه با ایرلندی به عنوان یک دوستی قلمداد می‌شد بود و تنها با مرگ به پایان رسید.

### منطق صوری
زمانی که مطالعۀ ریاضیات در دانشگاه کمبریج احیا شد، مطالعۀ منطق نیز چنین شد. روح این حرکت وِول بود، استاد کالج ترینیتی بود که نوشته‌های اصلیش تاریخچه‌ای از علوم استقرائی و فلسفه علوم استقرائی بودند. بدون شک دمورگان در کاوش‌های منطقی اش از وول متأثر بود؛ اما از دیگر معاصران پر نفوذش، سر ویلیام روآن همیلتون در دوبلین و جورج بول در کورک بودند. اثر دمورگان، منطق صوری، منتشر شده در سال ۱۹۴۷، اصولاً بخاطر توسعه قیاس منطقی معین عددی (به انگلیسی: numerically definite syllogism) قابل توجه است. پیروان ارسطو می‌گویند که از دو گزارۀ خاص مانند برخی از Mها A هستند و برخی از Mها B هستند، هیچ چیز ضروری در مورد ارتباط A و B نتیجه نمی‌شود. اما آن‌ها بیشتر جلو رفته و می‌گویند که هر گونه رابطه ناشی از ضرورت A و B، ترم وسط باید به صورت جهانی در یکی از فرضیات باشد. دمورگان به این نکته اشاره کرد که از اکثر Mها A هستند و اکثر Mها B هستند، ضرورتاً نتیجه می‌شود که برخی از Aها B هستند و او قیاس منطقی معین عددی را فرموله کرد که این اصل را در غالب عددی دقیق تبیین می‌کند. فرض کنید که تعداد Mها {\displaystyle m}هایی که A هستند {\displaystyle a} و Mهایی که B هستند {\displaystyle b} پس حداقل {\displaystyle (a+b-m)} وجود دارد را که B هستند. فرض کنید که تعداد افراد سوار بر یک کشتی بخار ۱۰۰۰ نفر می‌بود که ۵۰۰ نفر در سالن بوده و ۷۰۰ نفر گم شده بودند. پس ضرورتاً نتیجه می‌شود که حداقل ۱۰۰۰–۵۰۰+۷۰۰، یعنی ۲۰۰ مسافر سالن گم شده‌اند. این یک اصل برای اثبات اعتبار تمام حالات ارسطویی کفایت می‌کند. از این رو، این یک اصل اساسی در استدلال ضروری است.

### روابط
دمورگان جبر رابطه‌ای را در اثرش برنامه درسی از سیستمی پیشنهادی از منطق (۱۹۶۶: ۲۰۸–۴۶) کشف کرد که برای اولین بار در سال ۱۸۶۰ منتشر شد. این جبر توسط چارلز ساندرز پیرس (که دمورگان را تحسین نموده و او را مدت کوتاهی قبل از مرگش ملاقات نمود) توسعه یافت و مجدداً در جلد ۳ از کتاب درسگفتارهایی از جبرِ منطق (به آلمانی: Vorlesungen über die Algebra der Logik) از ارنست شرودر بازتبیین شده و توسیع یافت. جبر رابطه‌ای نقشی حیاتی در مبادی ریاضیات از برتراند راسل و آلفرد نورث وایتهد ایفا نمود. به این ترتیب، این جبر موضوع کارهای بسیار بیشتری شد که در سال ۱۹۴۰ توسط آلفرد تارسکی و دانش آموزان و همکاران او در دانشگاه کالیفرنیا آغاز شد.

## میراث
فراسوی میراث ریاضیاتی بزرگ دمورگان، مقر اصلی انجمن ریاضی لندن به نام خانه ی دمورگان نامیده شده و انجمن دانشجویی ریاضیات دانشگاه کالج لندن، انجمن آگوستوس دمورگان نام دارد.
دهانه دمورگان در ماه، به نام اوست.

## نوشته‌های برگزیده
- An Explanation of the Gnomonic Projection of the Sphere. London: Baldwin. 1836.
- Elements of Trigonometry, and Trigonometrical Analysis. London: Taylor & Walton. 1837a.
- The Elements of Algebra. London: Taylor & Walton. 1837b.
- An Essay on Probabilities, and Their Application to Life Contingencies and Insurance Offices. London: Longman, Orme, Brown, Green & Longmans. 1838.
- The Elements of Arithmetic]. London: Taylor & Walton. 1840a.
- First Notions of Logic, Preparatory to the Study of Geometry. London: Taylor & Walton. 1840b.
- The Differential and Integral Calculus. London: Baldwin. 1842.
- 1845. The Globes, Celestial and Terrestrial. London: Malby & Co.
- 1847. Formal Logic or The Calculus of Inference, Necessary and Probable. London: Taylor & Walton.
- Trigonometry and Double Algebra. London: Taylor, Walton & Malbery. 1849.
- 1860. Syllabus of a Proposed System of Logic. London: Walton & Malbery.
- 1872. A Budget of Paradoxes. London: Longmans, Green.[۳]